# Stealth ATF
Stealth ATF är ett flygsimulatorspel från 1989, utgivet av Activision till NES. Spelaren styr ett militärflygplan av typen Lockheed F-117 Nighthawk, och skall förinta fientliga mål.
Uppdragen utspelar sig i bland annat Mellanöstern, Alaska och Stilla havet.

### Fotnoter
1. 1 2 3 4 5  ”Game overview”. Moby Games. http://www.mobygames.com/game/nes/stealth-atf. Läst 27 april 2014.
2. 1 2  ”Stealth ATF”. NES DB. 7 mars 1989. Arkiverad från originalet den 27 april 2014. https://web.archive.org/web/20140427221346/http://www.nesdb.se/game_more.php?id=1371&rid=1. Läst 27 april 2014.